# Vajda Gyula (tanár, 1868–1930)
Vajda Gyula, születési nevén Weiller Gyula (Kaposvár, 1868. február 12. – Baja, 1930. június 7.) bölcseleti doktor, állami felsőbb leányiskolai igazgató és tanár.

## Élete
Weiller Salamon és Kastel Fani gyermekeként született zsidó családban. A budapesti egyetemen tanult, 1898-ban nyert tanári oklevelet magyarból és németből. 1898-ban Weiller családi nevét Vajdára változtatta. Előbb Szegeden volt felsőbb leányiskolai tanár; 1905-től Trencsénben igazgató. Sokáig Szabadkán volt volt állami felsőbb leányiskolai igazgató, majd 1920-ban ugyanilyen minőségben Szombathelyre került.

## Munkái
- Collin Mátyás élete és költői művei. Irodalomtörténeti tanulmány. Írta Weiller Gyula. Budapest, 1897.
- Heinrich Kleist, Michael Kohlhas. Tört. elbeszélés. Budapest, 1900.
- Petőfi Sándor költeményei. Táj- és életképek. Bevezetéssel és jegyzetekkel ellátta. Budapest, 1900. (Magyar Könyvtár 171.).
- Ünnepi versek. Szavalókönyv, iskolai ünnepélyekre alkalmas költemények gyűjteménye. Budapest, 1902. (2. kiadás. Budapest, 1907.)
- Petőfi élete. Költeményeiből összeállította, bevezette és magyarázta. Szeged, 1902. (Segédkönyvek a Magyar Irodalomtörténet Oktatásához 1.)
- Szónoki művek. (Szemelvények Kölcsey Ferencz, br. Eötvös József és Gyulai Pál beszédeiből). Szerk. bevezette és magyarázta. Budapest, 1903.)
- Magyar irodalomtörténeti olvasókönyv 
  - I. rész. Irálytan. Felsőbb és polgári leányiskolák III. oszt. számára. Budapest, 1903. (2. jav. kiadás. Budapest, 1907.)
  - II. rész. Költészettan és retorika. Polg. leányiskolák IV. oszt. anyagának feldolgozása. Budapest, 1905. (2. jav. és bőv. kiadás. Budapest, 1909.)
  - III. rész. Irodalomtörténet. Felsőbb leányiskolák és tanítóképzők számára. Budapest, 1906.
- Német irodalomtörténeti olvasókönyv, költészettani és irodalomtörténeti magyarázatokkal. I. A felsőbb leányiskola V. oszt. számára (Schuster Alfréddel). Budapest, 1904.
- Irodalmunk fejlődésének rövid áttekintése. Budapest, 1904.